# Mamba pospolita
Mamba pospolita (Dendroaspis angusticeps) – gatunek dużego, nadrzewnego, silnie jadowitego węża z rodziny zdradnicowatych (Elapidae), występującego w południowej i wschodniej Afryce. Po raz pierwszy opisana przez szkockiego zoologa Andrew Smitha w 1849 r. Dorosłe samice osiągają do 2 m długości. Żywi się głównie ptakami (i ich jajami), gryzoniami i nietoperzami, na które poluje z ukrycia, wykorzystując swoje maskujące ubarwienie. W przeciwieństwie do pozostałych mamb jest zwierzęciem płochliwym, choć objętość jadu wydzielanego przy jednym ukąszeniu zawiera wystarczającą do zabicia kilku osób dawkę toksyn o szybkim działaniu.

## Morfologia
Mamba pospolita jest dużym wężem o zwartej budowie, ze średniej długości lub umiarkowanie długim, zwężającym się ogonem. Dorosłe samce mają około 1,8 m długości, a dorosłe samice około 2 m. Długość ciała rzadko przekracza 2,5 m. Całkowita długość wynosi 4–4,3 długości ogona. Głowa jest wąska, wydłużona, w kształcie przypominającym trumnę, z wyraźnym łukiem brwiowym, lekko oddzielona od szyi. Oczy średniej wielkości z okrągłymi źrenicami. Przestraszona mamba pospolita jest w stanie do pewnego stopnia spłaszczyć ciało w okolicy szyi, ale nie stawia kołnierza jak kobry. Na górnej szczęce nie ma zębów poza zębami jadowymi, umieszczonymi na końcu szczęki i mogącymi się swobodnie obracać, co daje mambie pospolitej znacznie większą kontrolę nad ukąszeniami niż pozostałym zdradnicowatym. Na dolnej szczęce osadzona jest para długich, szablastych zębów, za którymi znajduje się po rzędzie mniejszych, haczykowatych ząbków.
Łuski od strony brzusznej żółtozielone, od strony grzbietowej jaskrawozielone, u niektórych osobników po bokach ciała występują też pojedyncze żółte łuski. U młodych łuski są niebieskozielone, stając się bardziej zielone z każdym linieniem. Większość osobników o długości 60 cm jest już ubarwiona jak osobniki dorosłe, przy czym tuż przed linieniem łuski stają się bardziej niebieskie. Wnętrze jamy gębowej jest białe lub jasnoniebieskie, tęczówki zielone, krawędź źrenicy może mieć obwódkę w odcieniach ochry lub żółci. U samców zwykle mniej łusek brzusznych niż u samic.

## Występowanie i stan populacji
Przybrzeżne rejony Afryki Wschodniej i Południowej, od Kenii przez Tanzanię, Mozambik, Malawi, wschodnie Zimbabwe, wschodnią Zambię do RPA aż po południowy Natal i północny Pondoland. Notowana również na Zanzibarze. Ciągłość zasięgu trudno potwierdzić z uwagi na niedobór danych obserwacyjnych.
Mamba pospolita prowadzi nadrzewny tryb życia, rzadko schodzi na ziemię. Dzięki swojemu ubarwieniu trudna do zauważenia wśród roślinności. Zamieszkuje nizinne lasy deszczowe wybrzeża, rzadziej również przybrzeżne zarośla, lasy wydmowe oraz górskie do wysokości 1500 m n.p.m. W przeciwieństwie do mamby czarnej (Dendroaspis polylepis) unika otwartej przestrzeni, preferując zwartą roślinność. Często spotykana w zagajnikach, szkółkach leśnych oraz na plantacjach roślin drzewiastych. W Afryce Wschodniej notowana wewnątrz zabudowań, znane są również przypadki gnieżdżenia się mamby pospolitej w strzechach.
U wybrzeży Kenii i we wschodniej Tanzanii notowano 2–3 osobniki na hektar, zaobserwowano też 5 osobników na jednym drzewie.

## Zachowanie i ekologia

### Zachowanie
Mamba pospolita jest wężem nadrzewnym, osiadłym, aktywnym za dnia. Większość czasu spędza zakamuflowana na upatrzonym stanowisku łowieckim. Nie opuszcza skupisk roślinnych, gdy nie jest do tego zmuszona przez głód, pragnienie lub potrzebę ogrzania się na słońcu (z uwagi na zmiennocieplność). Po drzewach wspina się ostrożnie i bardzo sprawnie, jest zwierzęciem bardzo zwinnym, zdolnym poruszać się z prędkością do 3 m/s. Sypia na drzewach zwinięta w skupiskach liści, rzadziej w dziuplach. Jest znacznie mniej agresywna od mamby czarnej, zaniepokojona natychmiast próbuje się schować lub uciec w korony drzew, kąsa jedynie w ostateczności, szybką serią ukąszeń. Poza okresem rozrodczym nie migruje, ograniczając przemieszczanie się średnio do 5,4 m dziennie. W przeciwieństwie do pozostałych mamb preferuje polowanie z jednego stanowiska zamiast aktywnego poszukiwania ofiary.

### Odżywianie
Żywi się głównie dorosłymi ptakami (notowane gatunki to m.in. bilbil zuchwały), jajami i gryzoniami (m.in. myszoskoczek Gerbilliscus leucogaster). Polowanie na ruchliwą zdobycz umożliwia mambie kamuflujące ubarwienie, dzięki czemu może ona ukryć się w roślinności i uderzyć na pojawiające się w pobliżu ofiary z zaskoczenia. Udokumentowano również przypadki polowania na śpiące nietoperze oraz polowania na pisklęta w gniazdach, przypuszcza się, że mamba pospolita odżywia się również jaszczurkami, lecz nie odnotowano jeszcze takiego przypadku.

### Ekologia
Poza człowiekiem wrogami naturalnymi mamby pospolitej polującymi na osobniki dorosłe są m.in. mangusty, gadożery z rodzaju Circaetus i żenety. Na młode polują również dzioborożce i dorosłe osobniki innych gatunków węży.

## Rozmnażanie i rozwój

### Rozród
Mamba pospolita prowadzi samotny tryb życia, wykluczając okres godowy podczas długiej pory deszczowej, która przypada między kwietniem a czerwcem, kiedy to jest najbardziej aktywna. Samice mamby pospolitej prowadzą wtedy osiadły tryb życia, natomiast samce aktywnie poszukują i zabiegają o względy samic. Często można spotkać samce mamby pospolitej wyrażające antagonistyczne zachowanie w stosunku do innych samców, którzy mogą zostać potencjalnymi partnerami samicy lub naruszyć dominację w hierarchii osobników.
Zazwyczaj samiec zapoczątkowuje walkę przez rytmiczne poruszanie górnej części ciała oraz drgający ruch języka. Po tym sygnale dwa węże splatają swoje ciała i popychają się wzajemnie. Pojedynek wygrywa wąż, który doprowadzi jako pierwszy do upadku przeciwnika na ziemię. Walka pomiędzy samcami może trwać przez kilka godzin, ale pojedynek nigdy nie obejmuje wzajemnego gryzienia. Ponadto starcie samców mamby pospolitej jest o wiele mniej agresywne niż walka między samcami osiągającej większe rozmiary mamby czarnej.
Samce lokalizują samice, podążając za pozostawionym przez nie zapachem. Kiedy samiec zabiega o względy samicy, ustawia się wzdłuż jej ciała, kiedy ta porusza językiem ruchem drgającym. Jeżeli samica jest chętna do kopulacji z danym samcem, podnosi ogon, otwierając wejście do kloaki. Zaloty i łączenie się w pary mają miejsce na drzewach, na których samice składają od 4 do 17 jaj (średnio składane jest 10–15 jaj), co następuje w letnich miesiącach – październiku i listopadzie.

### Rozwój
Jaja są białe, elipsoidalne, wyraźnie wydłużone, zazwyczaj mierzące 64 mm wzdłuż osi długiej i 35 mm wzdłuż osi krótkiej. Najczęściej jaja są ułożone w wydrążonym drzewie, wśród rozkładającej się roślinności lub liści. Okres inkubacji trwa od 10 do 12 tygodni. Mamba pospolita od razu po wylęgu mierzy około od 30 do 44 cm i już wtedy jest bardzo jadowita.
Dymorfizm wiekowy ubarwienia między osobnikami młodymi a dorosłymi znika po osiągnięciu przez nie długości 60–75 cm. Młode osobniki w pierwszym roku życia przyrastają na długość na około 50–80 cm. Z czasem przyrost na długość jest coraz wolniejszy, ale nigdy nie zatrzymuje się całkowicie: mamby pospolite rosną przez całe życie.
Znane są osobniki, które w niewoli dożyły 14 i 18,8 lat, ale przypuszcza się, że z uwagi na drapieżniki, niszczenie siedlisk, wylesianie, choroby i inne czynniki biologiczne osobniki na wolności żyją krócej.

## Jad
Jad mamby pospolitej jest silnie toksyczny i może być bezpośrednią przyczyną zgonu. U myszy przy wlewie dożylnym LD50 wynosi 0,45 mg/kg, jednak u wszystkich mamb toksyczność jadu cechuje się znaczną zmiennością osobniczą oraz sezonową. Czynnikami toksycznymi w jadzie mamby pospolitej są toksyny działające synergicznie, należące do wielu grup, m.in. toksyn modelu trzech palców (3FTx) oraz inhibitorów proteaz typu Kunitza. Synergiczny mechanizm toksykologiczny jadu mamby pospolitej wymaga podania ukąszonemu antidotum o szerokim spektrum działania, ponieważ do skutecznego działania odtrutki konieczne jest zablokowanie wszystkich kluczowych toksyn. Objawy ukąszenia postępują bardzo szybko i obejmują zawroty głowy, nudności, duszność, kłopoty z oddychaniem i przełykaniem, zaburzenia rytmu serca, drgawki po paraliż układu oddechowego (a w konsekwencji zgon). Notowane są przypadki śmierci w 30 minut od ukąszenia.
3FTx są białkami o charakterystycznym układzie przestrzennym, w którym trzy przyległe pętle („palce”) wydostają się z hydrofobowego rdzenia o charakterze globularnym, spiętego czterema konserwatywnymi mostkami disiarczkowymi. Tak zbudowane toksyny wydzielane są głównie przez węże z rodzin Elapidae i Hydrophiidae. 3FTx charakteryzuje znaczna plastyczność, w związku z czym występuje wiele modeli ich działania. W przeciwieństwie do jadu mamby czarnej, jad mamby pospolitej nie zawiera α-neurotoksyn. Większość 3FTx mamby pospolitej blokuje aktywność kanałów potasowych bramkowanych napięciem, głównie w przewężeniach Ranviera neuronów motorycznych, opóźniając repolaryzację błony komórkowej. Wydłużenie potencjału czynnościowego, a w konsekwencji czasu działania acetylocholiny na płytki neuromięśniowe, doprowadza do drgawek i nadpobudliwości mięśniowej.
Wśród inhibitorów proteaz typu Kunitza obecnych w jadzie mamby pospolitej obecne są toksyny XI grupy sierocej (głównie wiążąca się z czynnikiem VIII krzepnięcia krwi toksyna F-VIII), fascykuliny (inhibujące acetylocholinoesterazę) oraz toksyny aminergiczne: muskarynowe, pseudosynergiczne oraz nadnerczowe. Prowadzone są badania nad swoistością i odwracalnością działania mambowych fascykulin, ukierunkowane na ich potencjalne wykorzystanie w leczeniu choroby Alzheimera.
Jad mamby pospolitej zawiera także dendrotoksyny A i B oraz trombostatynę. Mniej licznie reprezentowane są też inhibitory potencjałozależnych kanałów wapniowych typu L.